# Shōgo Miyata
Pour les articles homonymes, voir Miyata.
Shōgo Miyata (en japonais : 宮田将吾) est un patineur de vitesse sur piste courte japonais.

## Biographie
Il remporte le relais mixte aux Jeux olympiques de la jeunesse d'hiver de 2020 et prend la sixième place du 500 mètres. Il est entraîné nationalement par Keiichiro Nagashima et dans son club par Kenichi Sugio.
En 2019, il reçoit le prix du sport d'Osaka.
Il prend le bronze au relais masculin aux championnats du monde junior de 2020.
Il participe aux épreuves de patinage de vitesse sur piste courte aux Jeux olympiques de 2022 sur le 1000 mètres et au relais masculin.